# Fintele
Fintele of De Fintele is een gehuchtje in Pollinkhove, een deelgemeente van Lo-Reninge in de Belgische provincie West-Vlaanderen. Het ligt anderhalve kilometer ten zuiden van het centrum van Pollinkhove, bij de samenvloeiing van de Lovaart en de IJzer, waar zich een schutsluis en overlaat bevinden. Ook de Grote Beverdijkvaart mondt hier uit. Het gehucht ligt op de linkeroever van de IJzer, achter de Veurne-Ambachtsdijk, ten oosten van de Lovaart. De Fintele werd in 1994 beschermd als dorpsgezicht.

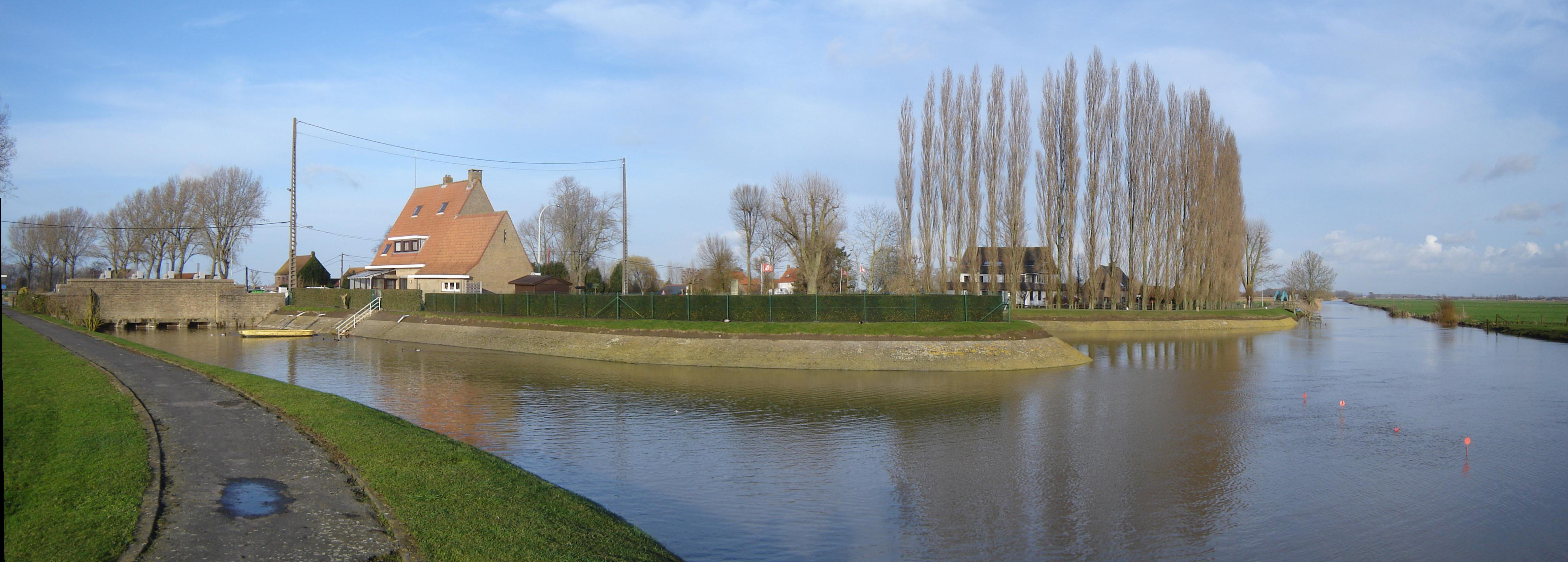
Fintele aan de IJzer en de Lovaart

## Geschiedenis
Op de linkeroever van IJzer werd in de loop van de 12de eeuw de Veurne-Ambachtsdijk aangelegd, die bescherming bood tegen het IJzerwater. Er werd een overtoom opgericht, waarrond het gehucht zich later zou ontwikkelen. Vermeldingen uit de 13de eeuw hebben het over een windas ter hoogte van de samenvloeiing. Deze moest boten over een dam van de ene naar de andere rivier hijsen. De naam Fintele zou dan afkomstig zijn van "Wind-ele", samengesteld uit "Winde" (windas) en "-ele" (plaatsaanduiding). De volgende eeuwen was de overtoom een leengoed dat afhankelijk was van de Burg van Veurne. Het bleef tot in de 16de eeuw van de familie van Pollinkhove. De overtoom werd vernield door de Malcontenten in 1581, maar werd al gauw hersteld. In 1649 werd iets ten zuiden door de Spanjaarden een redoute opgericht tijdens de conflicten met de Fransen.
Op de Ferrariskaart van de jaren 1770 telt de Fintele zo'n 35 huizen, langs beide kanten van de Lovaart. De Lovaart maakt op deze kaarten nog een scherpe oostelijke bocht voor de monding in de IJzer. In de jaren 1820 werd de Lovaart uitgediept en in Fintele rechtgetrokken. Die oude arm zou pas later in de 20ste eeuw worden gedempt. De overtoom verdween en een schutsluis werd gebouw. Het aantal inwoners van het gehucht daalde en was tegen de helft van de 19de eeuw gehalveerd.
Tijdens de Eerste Wereldoorlog lag Fintele in de nabijheid van het front, maar raakte niet zwaar beschadigd. In de Tweede Wereldoorlog werd net voor de capitulatie van mei 1940 de sluis door de Belgen opgeblazen omwille van tactische redenen. In 1943 werd het geheel weer opgebouwd. Na de oorlog viel scheepstransport op de IJzer en Lovaart weg, het economisch belang van Fintele nam af en de bewoning daalde verder.

## Bezienswaardigheden
- Het hele gehucht is als dorpsgezicht beschermd.
- De schutsluis, met een overlaat en ophaalbrug.  De Fintelesluis, die beschermd is (oudste onderdelen dateren uit 1826), werd in 2015 geautomatiseerd met respect voor het oorspronkelijke uiterlijk[2].
- Langs de IJzer ligt een oude metalen brug, die zou zijn gerecupereerd van de oude arm van Lovaart.
- De Hooipiete, een oude houten, wegneembare brug, die jaarlijks over de IJzer werd gelegd, zodat landbouwers toegang kregen tot hun broeken.

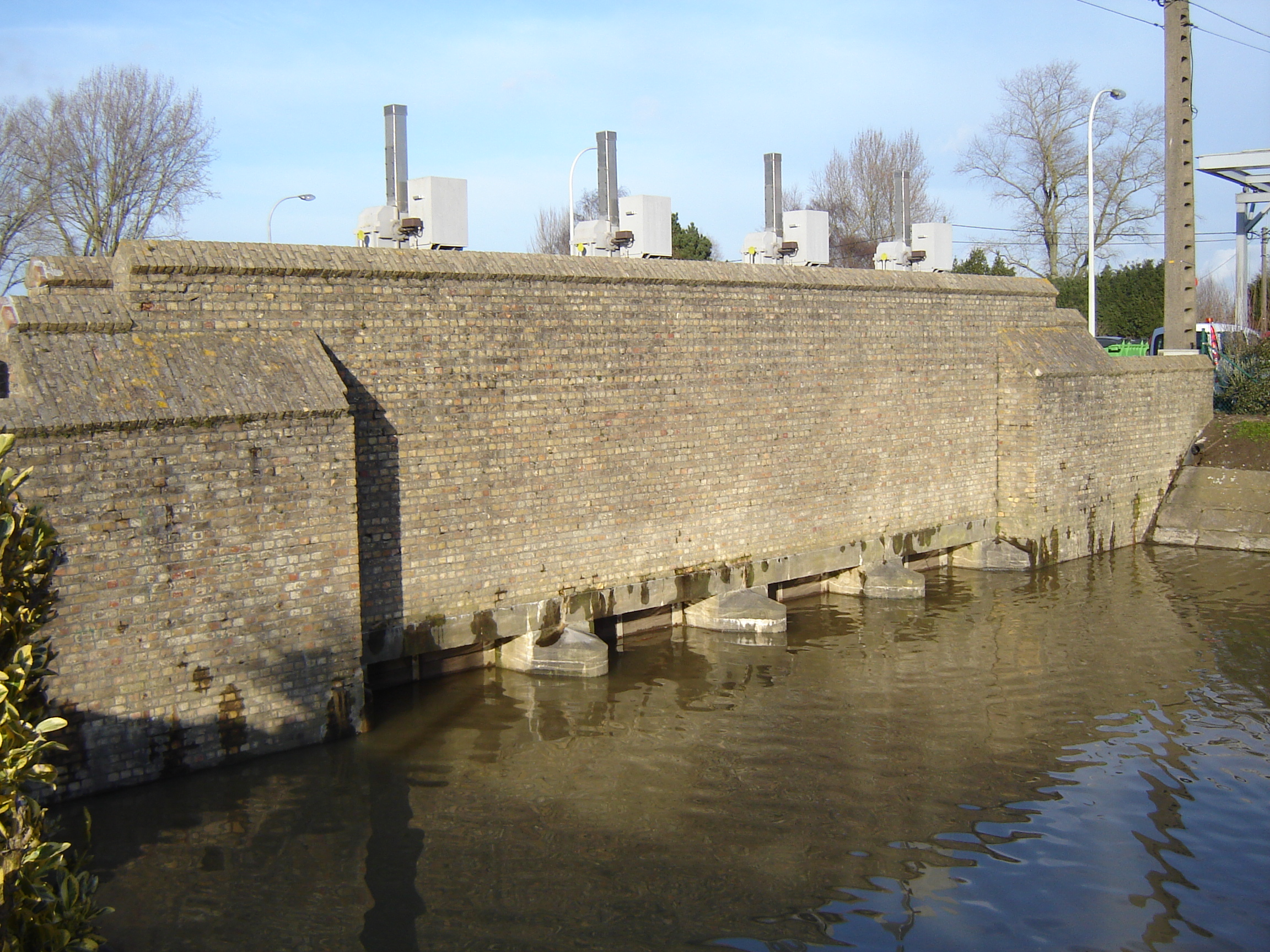
Overlaat op de Lovaart
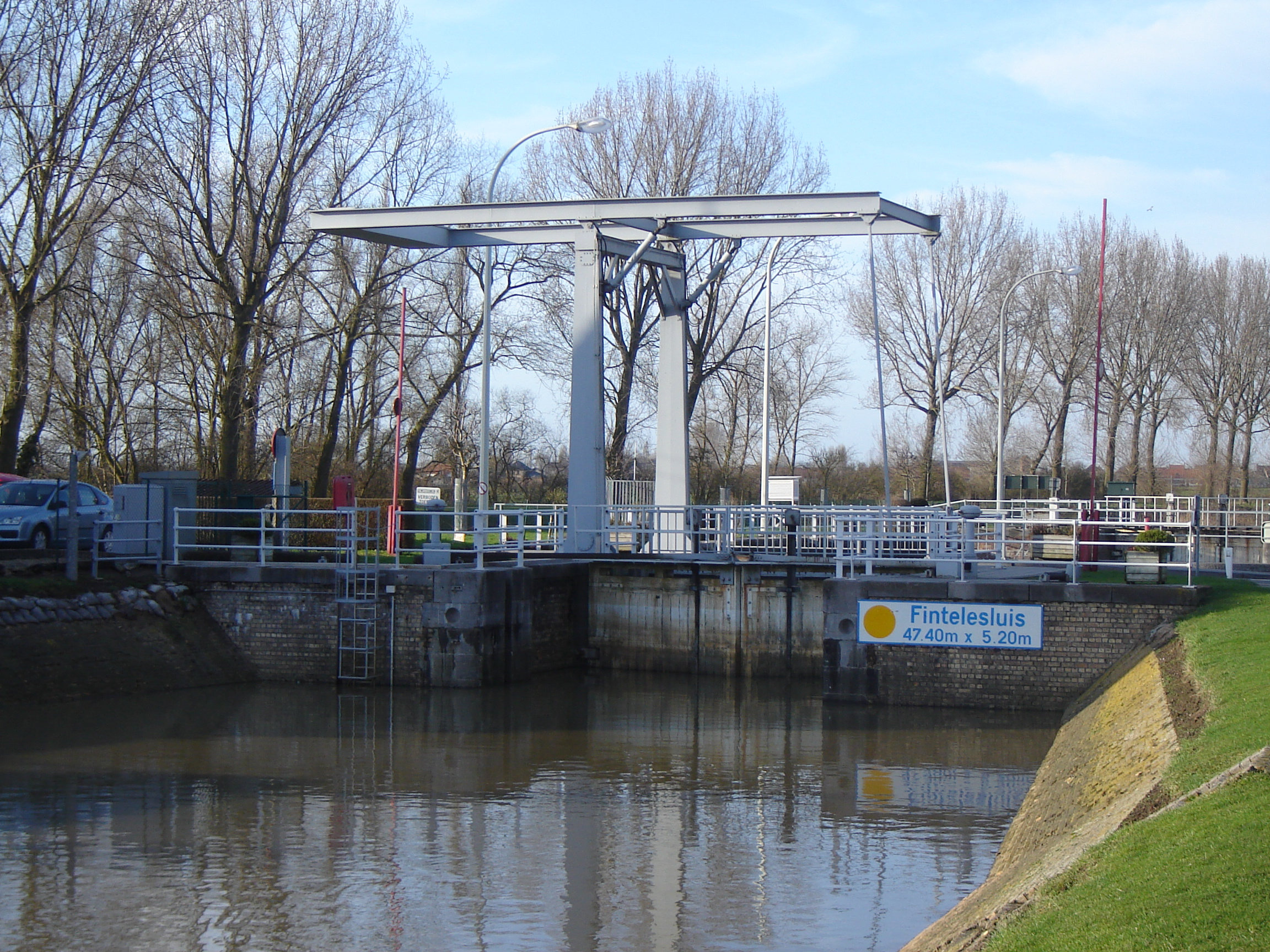
Fintelesluis
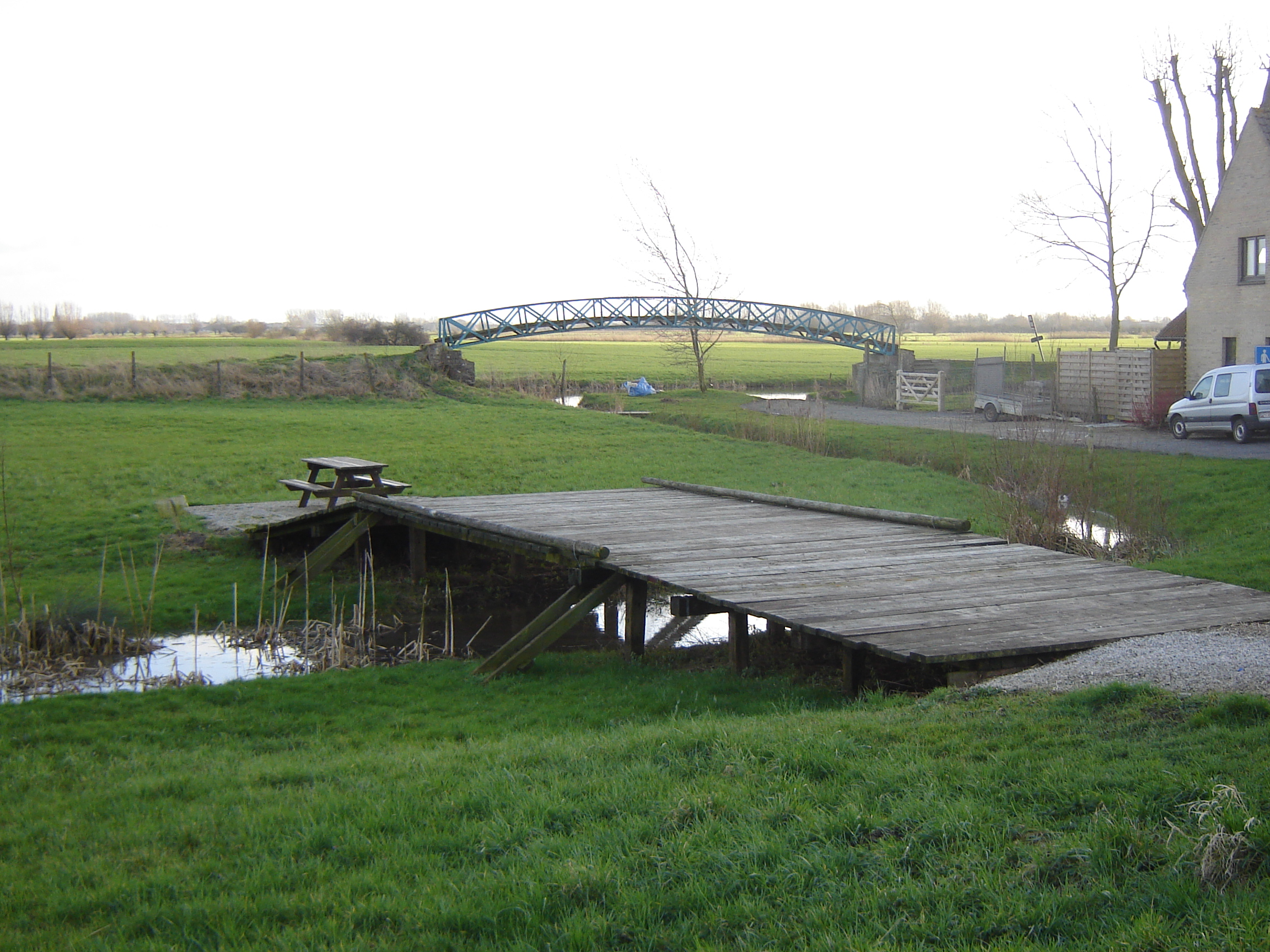
Hooipiete en metalen brug
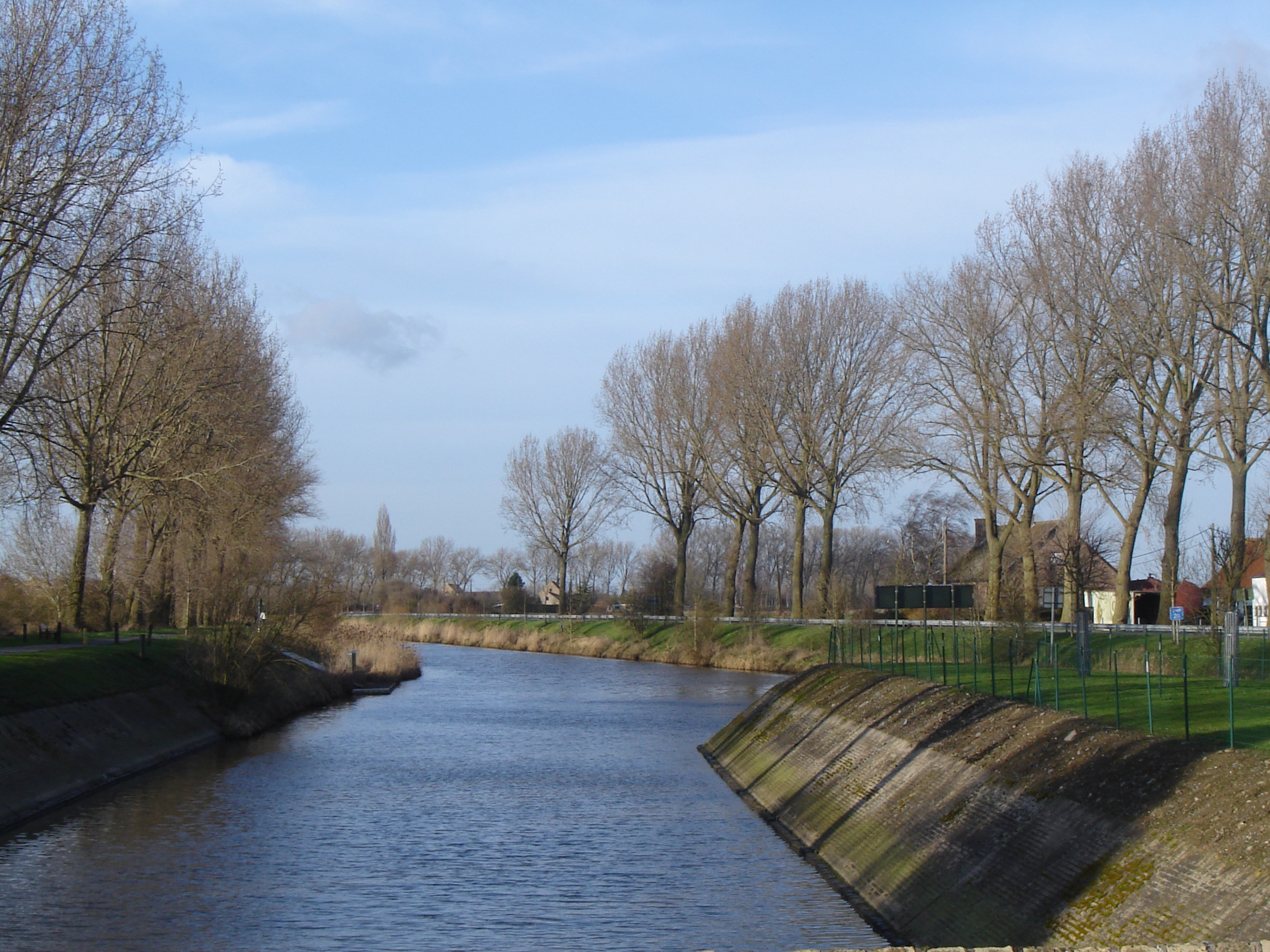
Lovaart